# Porsche 917
Porsche 917 – samochód wyścigowy firmy Porsche wytwarzany w latach 1968–1973 zasadniczo w dwóch odmianach: 917/4.5 Langheck Coupé oraz 917/4.5 Kurzheck Coupé. Aby wersja Langheck Coupé mogła wziąć udział w wyścigach w zakładach Porsche zmontowano w kwietniu 1969 roku 25 sztuk, które przeszły homologację i zostały dopuszczone do jazdy.